# Lobosillo
Lobosillo es una localidad que es una pedanía del municipio de Murcia en la Región de Murcia, España.

## Geografía física

### Ubicación
Se sitúa como un enclave del Campo de Murcia en la comarca natural del Campo de Cartagena.
Limita con los municipios:
- al norte y este: Torre Pacheco
- al norte y oeste: Fuente Álamo de Murcia
- al sur: Cartagena.

Tiene una extensión de 12,162 km². Se encuentra a 36 km de Murcia. 
Es la pedanía del municipio de Murcia que se encuentra más alejada de la capital.

## Historia
Siguiendo al profesor Torres Fontes se constata que, antes de la conquista castellana, las tierras del campo presentaban una deficiente situación económica y escasa explotación debido a “la falta de población musulmana, escasez de agua en tierras sedientas y el desamparo en que se hallaba el campo, expuesto a toda clase de incursiones armadas, tanto del exterior como del interior del Reino de Murcia”. Este territorio se dividía en términos, cuyos nombres un tanto desfigurados no permiten su identificación. Así, entre otros, podemos citar Aliadit o Aljadit, Alffauqui, Allielet, Mutallach, etc. Dentro de estos términos se encontraban los rafales o rahales (caseríos), que generalmente mantenían los nombres de sus antiguos propietarios.
Como destaca Jiménez de Gregorio, el “campo murciano” fue desde su incorporación a la Corona de Castilla la natural zona de expansión de Murcia y su huerta. Excepto algunas concesiones reales la mayoría de su territorio pasa a depender, como tierras comunales, del Concejo de Murcia, que las utilizará como reserva para ir haciendo propietarios, por donaciones censales o a título gratuito, premiando así los servicios prestados. A partir de mediados del siglo XIII estas tierras irán pasando a manos de los conquistadores cristianos que, como señala el último autor citado, irán dando los nombres de su estirpe a los caseríos que se les asignan o a los que ellos mismos construyen. Es así como se conocen los caseríos de Los Celdranes, Los Sandovales, Los Avileses, Los Garcías, Los Conesas, Los Vidales, etc., aunque, en muchos otros casos, otros poblados deberán su nombre a causas fitogeográficas, como el Escobar o el Albardinal, y otros a motivos zoogeagráficos, como Lobosillo.
Poco a poco se irá repoblando el campo quedando constancia de varias cesiones de tierras en Lobosillo y otras zonas a partir del siglo XIV, aunque la colonización será lenta dadas las dificultades climáticas y geográficas de la zona, que solamente permite una economía pastoril y agrícola de carácter extensivo, con un poblamiento disperso que reside en los caseríos que salpican toda la llanura extendida desde la sierra hasta el mar. Cada parcela de tierra es una unidad económica completa, conformada por las tierras y el caserío en el que se aloja la familia labriega y en el que también existen dependencias para el ganado, el grano y los aperos. El núcleo urbano surgirá después cuando esa economía campesina necesite de la industria, del comercio o la administración. Entonces un cruce de caminos, la existencia de una venta, de una ermita, de un pozo, de una torre, de una balsa, etc., facilitará la agrupación de artesanos, herreros, tejedores y otros oficios que ofrecerán sus productos y servicios a la población campesina. No obstante en el campo murciano no existirán realmente núcleos urbanos hasta bien entrado el siglo XVIII, aunque salvo Torre Pacheco y Fuente Álamo, que superaban el millar de habitantes, el resto no pasa de los 300 habitantes. Concretamente, en el año 1772, Lobosillo es considerada una diputación que desde el punto de vista administrativo y eclesiástico depende de Corvera, que en esos momentos tenía la consideración de señorío secular con alcalde pedáneo.
En el censo de 1809 Lobosillo cuenta con una población de 424 habitantes, incluyéndose en dicha cifra tanto la residente en el primitivo núcleo de población como la que habita en los caseríos y torres dispersas por el campo. Posteriormente, Pascual Madoz señala que Lobosillo es una pedanía de Murcia que cuenta con 129 vecinos (515 almas) hacia la mitad del siglo XIX.
En el periodo comprendido entre 1960 y 1964 la población de Lobosillo se sitúa en una cifra aproximada a los 1.300 habitantes, sufriendo un pequeño descenso entre 1965 y 1969, periodo en el que la población se mantiene en torno a los 1.200 habitantes. En el siguiente quinquenio se detecta un desmesurado aumento poblacional que sitúa en 1.700 el número de sus habitantes, aunque no se ha podido constatar la causa de ese ascenso, pudiéndose tratar o bien de un error de hecho o de una modificación en los límites geográficos de la pedanía que no se ha podido verificar. A partir de 1975 el número de los habitantes de la pedanía vuelve a los guarismos anteriores a 1970, manteniéndose hasta 1996 por encima de los 1.100 pero sin superar los 1.200 habitantes.

## Geografía humana

### Organización territorial
La mayor parte de esta población se concentra en el núcleo de Lobosillo, distribuyéndose otra parte en pequeños caseríos como Los Conesas, Los Romeras, Los Urreas, Los Vidales y Los Garcías, y, el resto, en casas diseminadas por el campo. 

### Demografía

#### Población
Cuenta con una población de 3.302 habitantes (INE 2008).

### Economía
El principal sector de actividad de sus habitantes es la agricultura, que ha sufrido una importante transformación como consecuencia de la llegada de las aguas traídas a la zona a través del trasvase Tajo-Segura, y que ha conllevado que los cultivos tradicionales de secano hayan dado paso a otros cultivos de regadío, teniendo gran importancia las producciones de melón, pimiento, agrios y hortalizas. Al sector agrícola le siguen en importancia la construcción, el comercio y hostelería, la industria manufacturera y otros servicios.

### Administración
No tiene ayuntamiento propio, pertenece al de Murcia. Aunque dispone de Junta Municipal, con competencias y recursos propios. Su alcalde pedáneo actual es Don Manuel Durán, pero debido a su nueva ocupación como concejal de la Región, ha delegado dicho cargo a Doña Carmen Conesa Díaz.

### Equipamientos y servicios públicos
- Pabellón deportivo
- Consultorio médico
- Centro de mayores
- Centro de amas de casa
- Colegio público
- Centro cívico

## Monumentos
- Ermita de Los Ríos (siglo XVII)
- Nueva Iglesia, construida en el año 2008
- Torre Calín

## Fiestas
Las fiestas patronales están dedicadas a San Antonio de Padua y San Pedro Apóstol, por lo que se realizan desde el 13 al 29 de junio.